# Alex Righetti
Alessandro „Alex” Righetti (ur. 14 sierpnia 1977 w Rimini) – włoski koszykarz, występujący na pozycji niskiego skrzydłowego, reprezentant kraju, wicemistrz olimpijski, medalista mistrzostw Europy, po zakończeniu kariery zawodniczej trener koszykarski.

## Osiągnięcia
Na podstawie, o ile nie zaznaczono inaczej.

### Drużynowe
- Mistrz EuroChallenge (2009)
- Zdobywca:
  - Pucharu Włoch (2008)
  - Superpucharu Włoch (2000)
- Finalista:
  - pucharu:
    - Włoch (2006, 2009, 2010)
    - III ligi włoskiej (2016)

  - Superpucharu Włoch (2009)
- Uczestnik międzynarodowych rozgrywek:
  - Euroligi (2003/2004, 2006/2007 – TOP 16)
  - pucharu:
    - Koracia (1998–2000)
    - ULEB/Eurocup (2005/2006, 2013/2014)
- Awans do:
  - najwyższej klasy rozgrywkowej Serie A (1997)
  - II ligi włoskiej Serie A2 (2016)

### Indywidualne
- Uczestnik meczu gwiazd ligi włoskiej (2001, 2005)
- Order Zasługi Republiki Włoskiej (27 września 2004)[5]

### Reprezentacja
Seniorów
- Wicemistrz olimpijski (2004)[6][7][8]
- Brązowy medalista mistrzostw Europy (2003)[9]
- Uczestnik:
  - mistrzostw Europy (2001 – 11. miejsce, 2003, 2005 – 9. miejsce)[10][11]
  - kwalifikacji do Eurobasketu (2003)[12]

Młodzieżowe
- Uczestnik mistrzostw:
  - świata U–19 (1995 – 13. miejsce)[13]
  - Europy:
    - U–22 (1998 – 6. miejsce)[14]
    - U–18 (1994 – 4. miejsce)[15]